# Friaça
Albino Friaça Cardoso, mais conhecido como Friaça (Porciúncula, 20 de outubro de 1924 — Itaperuna, 12 de janeiro de 2009) foi um futebolista brasileiro que atuou como ponta-direita.

## Carreira
Centroavante dotado pela versatilidade de atuar em todas as posições do ataque, caracterizando pela rapidez, pontaria e potência do seu chute. Graças a essas qualidades, tornou-se um dos maiores artilheiros do Vasco da Gama, onde atuou a maior parte de sua carreira em três períodos distintos durante onze anos, tendo marcado mais de cem gols em quase duzentos jogos vestindo a camisa cruzmaltina. Friaça saiu pela primeira vez da cidade na década de 30 para estudar em Carangola (MG). Ao defender o Ipiranga contra o Vasco em um amistoso no município, em 1943, chamou a atenção do time carioca e foi contratado pelo técnico Ondino Vieira. Nos seus primeiros anos em São Januário, Friaça atuava mais pelo Expressinho, como era conhecido o time misto do Vasco, que fazia muitos amistosos pelo Brasil, além de disputar e vencer competições como o Torneio Relâmpago e Torneio Municipal. Afinal, em 1947, Friaça foi guindado a titular do Expresso da Vitória, em revezamento com Dimas, outro jovem promissor que despontava em São Januário. Assim, participou com destaque das conquistas do Torneio Municipal de 1946 e 1947, do Torneio Relâmpago de 1946, do Campeonato Carioca de 1947, invicto, e do Campeonato Sul-Americano de Clubes de 1948, também invicto. Em 1949, Friaça foi para o São Paulo e naquele mesmo ano se sagrou campeão paulista e artilheiro do campeonato. Depois voltou ao Vasco em 1951 e foi campeão carioca no ano seguinte. Depois foi jogar no futebol de Campinas, na Ponta Preta e Guarani, encerrando a carreira em 1959.

Gol de Friaça na final da Copa do Mundo de 1950.

Autor do único gol brasileiro na final da Copa do Mundo de 1950, em que o Uruguai derrotou o Brasil por 2 a 1, em pleno Maracanã, Friaça foi um ponta-direita veloz e de chute forte. O ex-atacante foi dono de uma loja de materiais de construção, administrada pelos seus filhos. Friaça sempre foi um homem alegre, mas ficou debilitado principalmente por causa da morte de um dos filhos em acidente de asa delta, na metade dos anos 1990. Depois da tragédia, nunca se privou do cigarro e da bebida, que prejudicaram sua saúde. Morreu em 12 de janeiro de 2009 de falência multipla dos órgãos no Hospital São José do Avaí, em Itaperuna (RJ), onde ficou internado durante 45 dias. Deixou mulher e três filhos. O município de Itaperuna decretou luto de três dias.

## Expresso da Vitória
Antes da criação da Taça Libertadores, o esquadrão vitorioso do Expresso da Vitória do Vasco da Gama conquistou a América e foi campeão Sul-Americano em 1948. Falecido em 2009, Friaça foi o último ex-jogador vivo do time que participou de todos os jogos daquele título histórico. No ano de 2024 foi o Centenário do seu nascimento.
Em um dos jogos mais difíceis daquele título, contra o Colo Colo, do Chile, Friaça fez o gol de empate. Jogando contra o anfitrião e com a pressão de mais de 50 mil torcedores, o ex-atacante marcou de cabeça o gol que garantiu a ida do Vasco para o jogo decisivo com o River Plate, da Argentina, na última rodada, como líder da competição disputada por pontos corridos.

## Frases sobre Friaça
- Ele sempre aparecia com um relógio diferente, comprado em algum lugar do mundo. A gente perguntava por que não mostrava todos logo, mas ele respondia: “Tem que ser um de cada vez!” – diz, às gargalhadas, o jovem Samir Soares, nascido na cidade e acostumado a ver o ídolo conversando nos bares.
- Friaça trazia sempre os jogadores daquela época aqui para Porciúncula. Jair (da Rosa Pinto), Ademir (Menezes), Ipojucan... Joguei com eles todos. O Biguá (ex-Flamengo) e o Lafaiete (ex-Fluminense) chegaram a casar com moças daqui – lembra Osman de Lacerda, o Maninho, amigo de infância e ex-companheiro de peladas no Fluminense de Porciúncula.
- Quando alguém pergunta o que é Porciúncula, eu respondo: é a primeira cidade do Rio de Janeiro, a terra do Friaça – diz Jorge Lima, professor de educação física e principal responsável por manter um acervo com fotos históricas do ex-ponta-direita.
- Seu melhor amigo no futebol foi Jair da Rosa Pinto. Friaça conta que aprendeu a chutar com ele – diz Maninho.

## Estatísticas

### Clubes
| Ano               | Clube             | Gols |
| ----------------- | ----------------- | ---- |
| 1945              | Vasco da Gama     | 2    |
| 1946              | Vasco da Gama     | 11   |
| 1947              | Vasco da Gama     | 27   |
| 1948              | Vasco da Gama     | 20   |
| 1949              | Vasco da Gama     | 8    |
| Total             | Total             | 68   |
| 1949              | São Paulo         | 31   |
| 1950              | São Paulo         | 17   |
| 1951              | São Paulo         | 1    |
| Total             | Total             | 49   |
| 1951              | Vasco da Gama     | 21   |
| 1952              | Vasco da Gama     | 5    |
| 1953              | Vasco da Gama     | 17   |
| Total             | Total             | 43   |
| 1953              | Ponte Preta       | 7    |
| 1954              | Ponte Preta       | 4    |
| 1955              | Ponte Preta       | 23   |
| 1956              | Ponte Preta       | 4    |
| Total             | Total             | 38   |
| 1957              | Guarani           | 12   |
| 1958              | Guarani           | 25   |
| 1959              | Guarani           | 1    |
| Total             | Total             | 38   |
| Total na carreira | Total na carreira | 236  |

## Títulos
Vasco da Gama
- Campeonato Carioca: 1947 e  1952
- Torneio Relâmpago: 1946
- Torneio Municipal de Futebol do Rio de Janeiro: 1946 e 1947
- Taça Centenários de Portugal: 1947
- Campeonato Sul-Americano de Clubes Campeões: 1948
- Torneio Início do Rio de Janeiro: 1948
- Torneio Internacional do Chile: 1953
- Copa Internacional Rivadávia: 1953

São Paulo
- Campeonato Paulista: 1949

Ponte Preta
- Grupo Intermediário do Campeonato Paulista da FPF: 1954

Guarani
- Campeonato Campineiro: 1957

Seleção Brasileira
- Copa Rio Branco: 1947 e 1950
- Taça Oswaldo Cruz: 1950
- Pan-Americano: 1952

### Artilharias
- Campeonato Paulista de 1949 (24 gols)
- Campeonato Sul-Americano de Campeões de 1948 (4 gols)